# Compsaditha pygmaea
Compsaditha pygmaea är en spindeldjursart som beskrevs av Chamberlin 1929. Compsaditha pygmaea ingår i släktet Compsaditha och familjen Tridenchthoniidae. Inga underarter finns listade i Catalogue of Life.